# ریور بانک (کالیفرنیا)
ریور بانک (به انگلیسی: Riverbank) شهری در شهرستان استانیسلاس، کالیفرنیا ایالت کالیفرنیا است که در سرشماری سال ۲۰۱۰ میلادی، ۲۲۶۷۸ نفر جمعیت داشته است.